# 波斯尼亚和黑塞哥维那地理

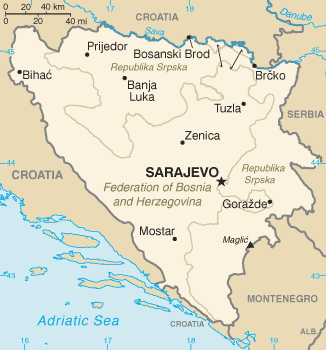

波斯尼亚和黑塞哥维那位于东南欧巴尔干半岛，北面与西面临克罗地亚，两国陆上边界长932公里，东临塞尔维亚，两国边界312公里。东南临黑山，边界215公里。在内乌姆附近有唯一的出海口，滨临亚得里亚海。
波黑境内多山，狄那里克阿尔卑斯山脉的中部位于该国。山区占全国面积的42%，丘陵占24%，平原占5%，

## 气候
波黑北部为温带大陆性湿润气候，南部为地中海式气候。

## 河流水文
主要河流如下：
- 乌纳河
- 波斯尼亚河
- 弗尔巴斯河
- 斯普雷查河
- 德里纳河
- 内雷特瓦河
- 萨瓦河

主要湖泊有：布什科湖、普利夫斯科湖、雅布拉尼契科湖、莫德拉茨湖等。

## 自然资源
波黑矿产资源主要有煤、铁等。
波黑土地资源利用比例如下：
- 耕地面积:14%
- 常年作物用地:5%
- 常年牧场:20%
- 森林:39%
- 其他:22%(1993统计)